# Френсіс Спенс
Френсіс В. Білас, у шлюбі Спенс (англ. Frances Spence; 2 березня 1922 , Філадельфія, Пенсільванія  — 18 липня 2012 )  — американська програмістка, інженерка, математикиня та фізикиня. Одна із перших програмісток для ENIAC (першого електронного цифрового комп'ютера), разом з Бетті Голбертон, Рут Тейтельбаум, Кетлін Антонеллі, Марлін Мельцер і Джин Бартік. Вважається однією з перших програмістів в історії.

## Життєпис
Народилася Френсіс В. Білас у Філадельфії в 1922 році другою з п'яти сестер. Її батьки працювали в освітньому секторі: її батько був інженером у системі державних шкіл Філадельфії, а мати була вчителькою.
Білас відвідувала Південну Філадельфійську середню школу для дівчат і закінчила її в 1938 році. Спочатку вона відвідувала університет Темпл, але після отримання стипендії перейшла в коледж Честнат-Гілл. Вона вивчала математику і другим предметом фізику. Закінчила коледж у 1942 році. Там вона зустріла Кетлін Антонеллі, яка згодом також стала програмісткою ENIAC. 
У 1947 році одружилася з Гомером В. Спенсом, армійським інженером-електриком з Абердінського випробувального полігону, який працював над проєктом ENIAC і згодом став керівником відділу комп'ютерних досліджень. У шлюбі народила трьох синів (Джозеф, Річард і Вільям).
Френсіс Спенс продовжувала працювати над ENIAC у післявоєнні роки, але незабаром після одруження звільнилася, щоб створити сім'ю.

## Кар'єра в ENIAC

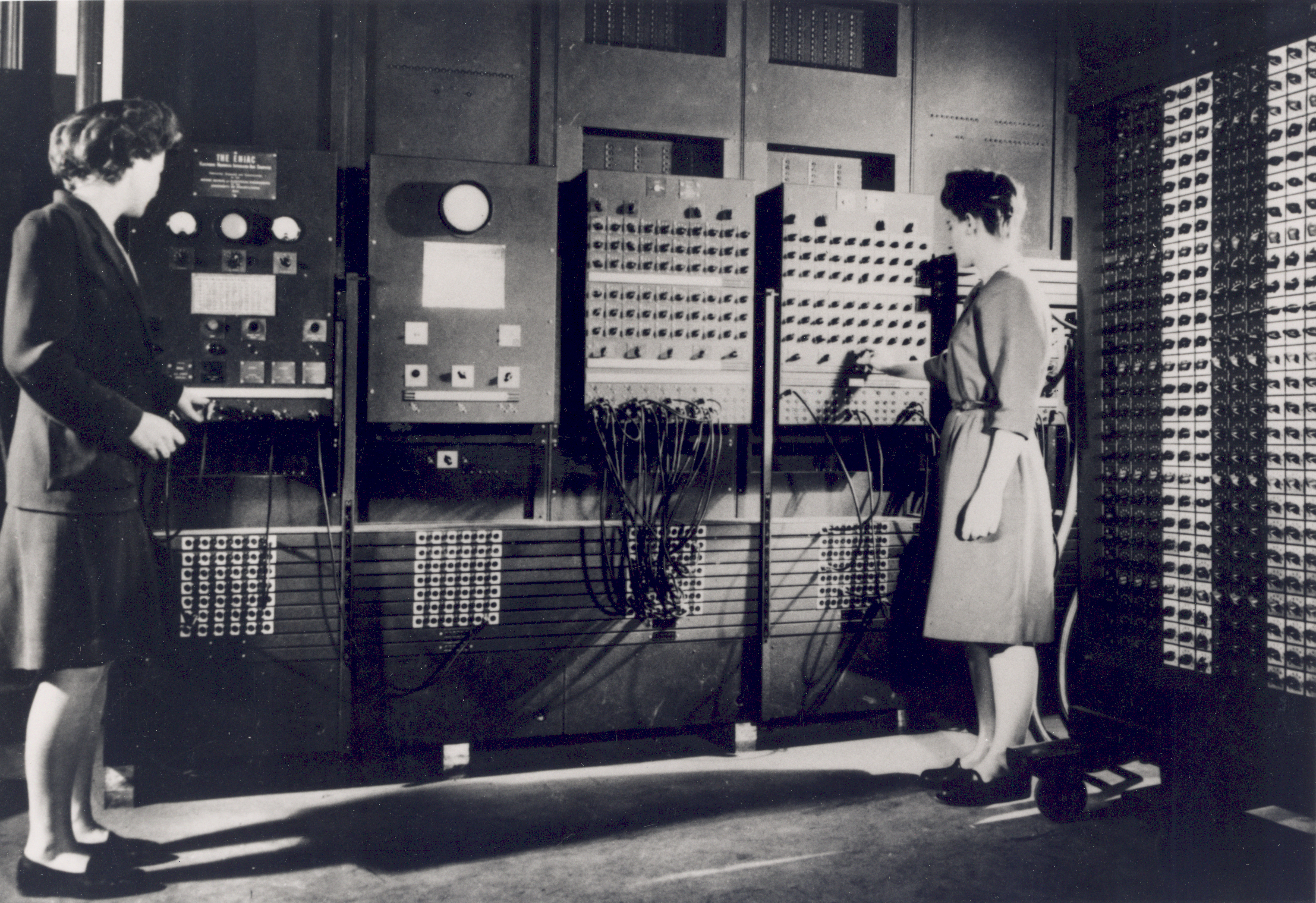
Програмістки Бетті Джин Дженнінгс (ліворуч) і Френсіс Білас (праворуч) керують головною панеллю керування ENIAC

ENIAC був секретним проєктом армії США зі створення першого повністю електронного цифрового комп'ютера. У той час як його апаратне забезпечення в основному створювалося командою чоловіків, його обчислювальну розробку очолювала команда з шести програмісток (так звані "обчислювачі"), усі жінки з такого ж середовища, як Спенс. Попри важливість Френсіс Спенс як однієї з початкових програмісток ENIAC, роль, яку вона та інші жінки-програмістки взяли на себе, у той час значною мірою применшувалась через клеймо, що жінки нібито не цікавляться технологіями. 
Френсіс Білас та інші жінки спочатку були найняті Інженерною школою Мура Пенсільванського університету для створення ENIAC, який був потрібний для обчислення балістичних траєкторій у складі команди з 80 жінок. Інженерна школа Мура фінансувалася армією США, і в той час вони наймали жінок-програмісток, зокрема через те, що багато молодих американських чоловіків воювали за кордоном під час Другої світової війни.

## Спадщина
У 1997 році Френсіс Спенс була введена до Міжнародної зали слави жінок у техніці разом з іншими оригінальними програмістками ENIAC. Їхня робота проклала шлях для електронних комп'ютерів майбутнього, а їхні інновації поклали початок розвитку електронного обчислення та комп'ютерного програмування в епоху після Другої світової війни.
У 2010 році вийшов документальний фільм під назвою «Цілком таємно Розі: «обчислювачки» Другої світової війни». Фільм був сфокусований навколо глибоких інтерв'ю з трьома з шести програмісток, зосереджених на вагомому патріотичному внеску, який вони зробили під час війни.